# Don’t Take Away My Heart
Don’t Take Away My Heart ist ein Lied der deutschen Musikgruppe Modern Talking. Es wurde am 2. Mai 2000 als zweite und letzte Single ihres neunten Albums 2000: Year of the Dragon veröffentlicht.

## Hintergrund
Das Lied wurde von Dieter Bohlen geschrieben und produziert. Der Song beginnt mit einem Gitarrenintro und entwickelt sich in der Folge zu einem Europop-Lied. Im Songtext fordert der Protagonist die geliebte Person auf, ihn nicht zu verlassen und sein Herz nicht zu brechen. Der Song erschien in verschiedenen Versionen, auf der CD-Maxi in der New Vocal Version und der Rap Version.

## Musikvideo
Das Musikvideo wurde in einer Wüste gedreht – es zeigt das Duo in futuristischen Kostümen und Autos. Auf YouTube wurde das Video mehr als 12,7 Millionen Mal abgerufen (Stand: September 2020).

## Titelliste
CD-Maxi Hansa 74321 75448 2 (BMG)
1. Don’t Take Away My Heart (New Vocal Version) – 3:54
2. Don’t Take Away My Heart (Rap Version) – 3:26
3. Fly to the Moon (Rap Version) – 3:07
4. Modern Talking Megamix 2000 – 5:15

## Charts und Chartplatzierungen
| ChartsChartplatzierungen | Höchstplatzierung | Wochen |
| ------------------------ | ----------------- | ------ |
| Deutschland (GfK)        | 41 (5 Wo.)        | 5      |